# Ê
Ê،  ê یکی از حروف الفبای زبان‌های فریولی، کردی، گاگائوز و ویتنامی است. همچنین به صورت متغیری از E در زبان‌های آفریکانس، فرانسوی، پرتغالی، ویلزی و آلبانیایی وجود دارد. در نویسه‌گردانی زبان‌های چینی و نیز زبان اوکراینی به لاتین هم از این نویسه بهره می‌برند. در هلندی و فارسی به لاتین نیز این حرف در شماری از وام‌واژگان موجود در این زبان دیده‌می‌شود.

## کاربردها
- Ê در پین‌یین نشان‌دهندهٔ آوای /ɛ/ است.
- Ê در زبان فریولی نشان‌دهندهٔ صداهای /e/ و /ɛː/  است.
- Ê در الفبای کردی نشان‌دهندهٔ یای مجهول است.
- Ê نهمین حرف الفبای ویتنامی و نشان‌دهندهٔ صدای /e/ است.
- متغیر‌های آن بر اساس تفاوت نواخت از این قرارند:
  - Ề ề
  - Ể ể
  - Ễ ễ
  - Ế ế
  - Ệ ệ

## منبع
Wikipedia contributors, "Ê," Wikipedia, The Free Encyclopedia, http://en.wikipedia.org/w/index.php?title=%C3%8A&oldid=603600029 (accessed July 14, 2014). 